# Isobel Campbell
Isobel Campbell (Glasgow, 27 april 1976) is een Schotse zangeres, celliste en componiste. Haar muziek behoort tot het folkgenre. Voorheen speelde ze bij de band Belle & Sebastian, die vaak gezien werd als een "tweepop"-band.

## Korte geschiedenis
Campbell was lid van Belle & Sebastian van 1996 (toen de groep opgericht werd in Glasgow) tot 2002. Ze verliet de band om persoonlijke redenen. In de band speelde ze cello en verzorgde de achtergrondzang. Ze schreef ook mee aan de single Legal Man.
Haar groep The Gentle Waves bracht zijn eerste album in 1999 uit bij Jeepster Records. Het droeg de titel The Green Fields of Foreverland. Het tweede album van de groep, Swansong For You, kwam een jaar later uit. 
In 2002 ging Campbell samenwerken met de Schotse jazz-muzikant Bill Wells. Ze werkten aan een collectie Billie Holiday-songs, uitgebracht door Creeping Bent. 
In 2003 bracht Campbell Amorino uit, haar eerste soloalbum. Bill Wells werkte ook aan dit album mee, samen met andere jazzmuzikanten. Haar tweede soloalbum, Milkwhite Sheets, verscheen in oktober 2006. In datzelfde jaar startte ze een nauwe samenwerking met Mark Lanegan, die bekendheid verwierf met Screaming Trees en Queens of the Stone Age. Hun eerste gezamenlijke album, Ballad of the broken seas, werd genomineerd voor een Mercury Music-prijs. De samenwerking met Lanegan vond een vervolg in de albums Sunday at devil dirt (2008) en Hawk (2010).

## Discografie

### Albums
- The Green Fields of Foreverland (1999) (als deel van The Gentle Waves)
- Swansong for You (2000) (als deel van The Gentle Waves)
- Ghost of Yesterday (2002) (met Bill Wells)
- Amorino (2003)
- Ballad of the Broken Seas (2006) (met Mark Lanegan)
- Milkwhite Sheets (2006)
- Sunday at Devil Dirt (2008) (met Mark Lanegan)
- Hawk (2010) (met Mark Lanegan)

### Singles en ep's
- Weathershow - single (1999; als deel van The Gentle Waves)
- Falling from Grace - ep (2000) (als deel van The Gentle Waves)
- Time Is Just the Same - ep (2004)
- Ramblin' Man - ep (2005) (met Mark Lanegan)
- O Love is Teasin' - ep (2006)
- Who Built the Road - single (2008) (met Mark Lanegan)

## Hitlijsten

### Albums
| Album met eventuele hitnotering(en) in de Nederlandse Album Top 100 | Datum van verschijnen | Datum van binnenkomst | Hoogste positie | Aantal weken | Opmerkingen      |
| ------------------------------------------------------------------- | --------------------- | --------------------- | --------------- | ------------ | ---------------- |
| Ballad of the broken seas                                           | 2006                  | 04-02-2006            | 51              | 5            | met Mark Lanegan |
| Sunday at devil dirt                                                | 2008                  | 17-05-2008            | 69              | 2            | met Mark Lanegan |
| Hawk                                                                | 2010                  | 21-08-2010            | 54              | 3            | met Mark Lanegan |

| Album met hitnotering(en) in de Vlaamse Ultratop 200 albums | Datum van verschijnen | Datum van binnenkomst | Hoogste positie | Aantal weken | Opmerkingen      |
| ----------------------------------------------------------- | --------------------- | --------------------- | --------------- | ------------ | ---------------- |
| Ballad of the broken seas                                   | 2006                  | 04-02-2006            | 15              | 14           | met Mark Lanegan |
| Sunday at devil dirt                                        | 2008                  | 17-05-2008            | 6               | 12           | met Mark Lanegan |
| Hawk                                                        | 2010                  | 21-08-2010            | 5               | 10           | met Mark Lanegan |

### Boeken
- Just a Modern Rock Story, geschreven door Paul Whitelaw (2005). Een biografie van Belle & Sebastian met nieuwe interviews met Isobel Campbell.